# Анна Нери
Анна Юстина Ферейра Нери е първата медицинска сестра в Бразилия. Родена е на 13-ти декември.1814 в Кашуейра,Бразилия. Омъжва се на 23-годишна възраст за Исидоро Антонио Нери. Шест години по-късно остава вдовица на, поемайки отговорността да се грижи сама за трите си малки деца.
С началото на парагвайската война през 1865 г. синовете  на Анна са призовани да се бият на бойните фронтове. Нери се страхува много за живота на децата си. Тя пише на президента на провинция Баия, съветника Мануел Пиньо де Соуса Дантас, да и даде правото да придружава децата и брат си по време на битките и да съдейства като медицински персонал. По време на пребиваването и на фронта, хората във военния лагер са удивени от отдадеността и в медицинските грижи за ранените. Единият от синовете и е убит в конфликта. По време на Парагвайската война тя служи във военните болници на Салто, Кориентес (Аржентина), Хумайта и Асунсион (Парагвай), както и в полеви болници. Грижи се за над 6000 войника. Придобива терапевтични познания по медицина. През тези години в страната цари здравен хаос, върлуват много болести като:холера, коремен тиф, дизентерия, малария и едра шарка. Ана Нери успява да наложи минимални хигиенни условия в местата за лечение. При завръщането си в Бразилия, Анна Нери води със себе си три малки сирачета - деца на войници, убити или изчезнали в битка. По-късно тя ги осиновява. Трогнат от този факт, Д. Педро II я награждава с хуманитарния медал и медала за парагвайската кампания, както и доживотна пенсия, за да й помогне в отглеждането на децата. Анна умира в Рио де Жанейро на 65-годишна възраст на 20.май.1880 г. 
В нейна чест през 1923 г. първото официално бразилско училище за медицински сестри е именовано на нея.